# Jean-Paul Proust
Jean-Paul Proust (Vaas, Sarthe, 3 de março de 1940 — 7/8 de abril de 2010) foi Ministro de Estado de Mônaco de 2005 a 2010. A posse ocorreu um mês após a morte do então príncipe, Rainier III.